# EMedicine
eMedicine — відкрита база даних медичної інформації. Мова: англійська.
Її заснували у 1996 році два лікарі — Scott Plantz і Richard Lavely.
Містить близько 6500 описів хвороб, які складені експертними групами лікарів, акредитованих на eMedicine.
В тематичних розділах, що описують близько 6500 хвороб і патологічних станів, охоплюють майже всі розділи клінічної медицини. Публікують матеріали за 59 медичними спеціальностями/фахами. Всі публікації рецензуються на чотирьох рівнях і проходять додаткову фармацевтичну експертизу.
Приблизно 10 000 лікарів, авторів та редакторів з усього світу беруть участь у розробці нових статей, їх оновленні та редагуванні. Аудиторія eMedicine — це читачі з приблизно 120 країн світу.
У січні 2006 року сайт було продано WebMD. Пізніше сайт перейшов з адреси www.emedicine.com на домен Медскейп.
В Українській Вікіпедії використовують прямі посилання на eMedicine у статтях, що описують недуги у шаблоні «Хвороба».